# Most Hiền Lương

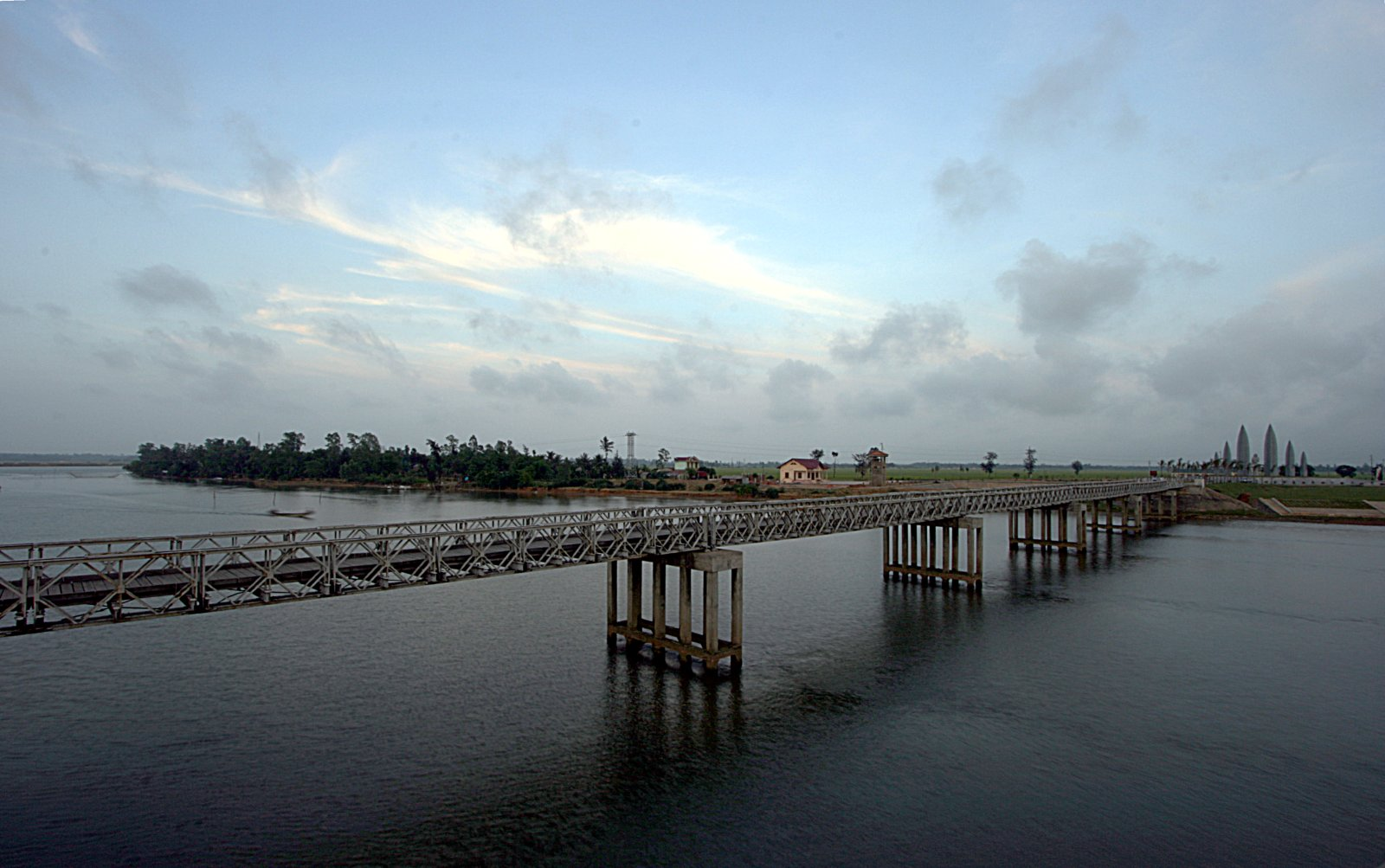
Most Hiền Lương

Most Hiền Lương – most nad rzeką Bến Hải, w dystrykcie Vĩnh Linh, w prowincji Quảng Trị w Wietnamie. Most znajduje się na 17. równoleżniku, w byłej strefie zdemilitaryzowanej oddzielającej Wietnam Południowy od Wietnamu Północnego i był głównym przejściem granicznym pomiędzy oboma krajami. Do 1967 r., kiedy to został zbombardowany, północna połowa mostu była pomalowana na czerwono, a południowa na żółto. Po podpisaniu porozumień paryskich w 1973 roku zbudowano obok nowy most. W 2004 r. stary most odbudowano jako pamiątkę historyczną.